# XXXTentacion
XXXTentacion, pseudoniem van Jahseh Dwayne Onfroy (Plantation, 23 januari 1998 – Deerfield Beach, 18 juni 2018), was een Amerikaans zanger, rapper en songwriter uit Lauderhill (Florida). Onfroy brak in Amerika door met zijn single Look At Me. Hij bracht twee succesvolle albums uit genaamd 17 en ?.  17 werd uitgebracht op 25 augustus 2017 en ? op 16 maart 2018. Onfroy werd op 18 juni 2018 tijdens een op hem gerichte overval doodgeschoten.

## Levensloop

### Jeugd
Onfroy werd op 23 januari 1998 geboren in Plantation in Florida. Vanwege de financiële situatie van zijn moeder werd hij voor het grootste gedeelte opgevoed door zijn grootmoeder. Hij bracht het grootste gedeelte van zijn jeugd door in Pompano Beach en Lauderhill. Onfroy kreeg belangstelling voor muziek nadat zijn tante hem had opgegeven voor een schoolkoor en later het kerkkoor. Onfroy hield het echter maar korte tijd vol: hij werd uit het schoolkoor gezet nadat hij met een medeleerling had gevochten. Hij maakte de middelbare school niet af: hij ging van school in zijn tweede jaar. Onfroy vertelde over zijn jeugd dat hij een buitenbeentje was en vaak met medeleerlingen vocht.

### Begin van carrière, doorbraak metLook At Me
In 2014 bracht Onfroy een groot gedeelte van het jaar door in een jeugdgevangenis nadat hij was betrapt op illegaal wapenbezit. Tijdens deze periode leerde hij Stokeley Clevon Goulbourne (pseudoniem: Ski Mask The Slump God) kennen. Na hun vrijlating maakten de twee regelmatig muziek met elkaar. Na zijn vrijlating kocht Onfroy een microfoon en maakte hij een account aan op de website SoundCloud. Niet veel later bracht hij zijn eerste single uit: News/Flock. Onfroy bracht daarna verschillende ep's uit, namelijk The Fall, Members Only Vol. 1, Members Only Vol. 2 en Willy Wonka Was a Child Murderer. Met het uitbrengen van de ep's verkreeg Onfroy grote bekendheid op het internet. Zijn artiestennaam is een verwijzing naar het onbekende, pornografie en het Spaanse woord voor "verleiding" (tentacion).

### 17en?
Begin 2017 kwam Onfroy vrij nadat hij korte tijd had vastgezeten wegens een overval en zware mishandeling. Zijn borg werd betaald door het muzieklabel, Empire. Hij tekende vervolgens een platencontract bij het label. Korte tijd na zijn vrijlating bracht hij de mixtape I Need Jesus uit. Op 25 augustus 2017 verscheen zijn eerste album genaamd 17. Korte tijd na het uitbrengen van zijn nieuwe album 17 kondigde Onfroy aan zijn contract met Empire te verbreken wegens onredelijke eisen. In december 2017 bracht Onfroy een kerst-ep uit genaamd A Ghetto Christmas Carol. Op 16 maart 2018 bracht Onfroy zijn tweede album ? uit.

### Gerechtelijke vervolgingen
In zijn korte carrière kwam Onfroy vaak in opspraak. Zo werd hij in 2014 opgepakt voor illegaal wapenbezit en hing hem een celstraf van 5 tot 10 jaar boven het hoofd. Deze straf werd echter door de rechter niet opgelegd vanwege zijn jonge leeftijd. In juli 2016 werd Onfroy opnieuw gearresteerd, dit keer voor het plegen van een overval en zware mishandeling. Zijn borg werd echter betaald door het platenlabel Empire, waar Onfroy later een contract zou tekenen. Op 27 maart 2017 ging zijn proeftijd in, die tot 28 maart 2023 zou lopen. Op 8 september 2017 bleek dat Onfroys ex-vriendin een rechtszaak voorbereidde vanwege zware mishandeling. Op 14 december 2017, tijdens de rechtszaak, verklaarde Onfroy onschuldig te zijn, maar de rechter was ervan overtuigd dat Onfroy gedurende zijn proeftijd overtredingen had begaan. Er werden vervolgens zeven nieuwe aanklachten tegen Onfroy ingediend, wat betekende dat hij weer de gevangenis in zou moeten.

### Overlijden
Op 18 juni 2018 werd Onfroy tijdens een door vier mannen op hem gerichte overval doodgeschoten door twee van deze mannen. Volgens omstanders had de rapper geen hartslag meer op het moment dat hij werd vervoerd naar het ziekenhuis. De politie uit Broward County tweette vervolgens dat de op dat moment 20-jarige rapper dood verklaard was door het ziekenhuis.

### Nasleep na overlijden
Naar aanleiding van Onfroys overlijden spraken vele artiesten hun bewondering voor Onfroy uit. In Los Angeles werd een herdenking georganiseerd door youtuber Adam Grandmaison waar 3000 mensen op af kwamen. Onfroys bekendste liedjes, Sad! en Jocelyn Flores, stegen in meerdere landen naar de nummer 1-positie in de hitlijsten. SAD! behaalde zelfs het Spotify-record van meeste streams in één dag, het nummer werd wereldwijd 10,4 miljoen keer beluisterd. Rapper en zanger Juice WRLD bracht een nummer uit ter ere van Onfroys leven, in het nummer wordt ook het overlijden van Lil Peep benoemd. Later werd er ook nog een lied uitgebracht genaamd Falling Down waarin Onfroy samen zingt met Lil Peep.
Eminem toonde ook zijn eerbetoon tijdens zijn Revival-tour.

## Privéleven
Een paar maanden voor zijn dood kreeg Onfroy een relatie met Jenesis Sanchez. Drie dagen na Onfroys overlijden maakte Cleopatra Bernard, de moeder van Onfroy, bekend dat Sanchez zwanger was. Onfroys vriendin beviel op 26 januari 2019 van een zoon.

## Muzikale inspiratie
Onfroy noemde Kurt Cobain, Tupac Shakur, Cage the Elephant, The Fray, Papa Roach, Three Days Grace, Gorillaz en Coldplay als zijn grootste bronnen van inspiratie. "Ik hou van verschillende genres, ik beperk me niet tot een genre. Ik raak meer geïnspireerd door artiesten die totaal niet met rap hebben te maken". Hij haalde ook inspiratie uit interacties met zijn fans, vaak beginnende rappers, wier telefoonnummer hij ook gaf als ze met mentale problemen zaten. Veel optredens van hem waren zonder zangversterking, en hij liet het publiek zijn teksten zingen.

## Discografie
| Album                            | Bijzonderheden                                                        | Opmerkingen                            |
| -------------------------------- | --------------------------------------------------------------------- | -------------------------------------- |
| Ice Hotel                        | - 11 april 2014 - Label: eigen beheer - Type: download                | - Ep                                   |
| The Fall                         | - 21 november 2014 - Label: eigen beheer - Type: download             | - Ep                                   |
| Members Only, Vol. 1             | - 20 april 2015 - Label: eigen beheer - Type: download                | - Mixtape - Met Ski Mask The Slump God |
| Members Only, Vol. 2             | - 23 oktober 2015 - Label: eigen beheer - Type: download              | - Mixtape - Met Ski Mask The Slump God |
| ItWasntEnough                    | - 18 maart 2016 - Label: eigen beheer - Type: download                | - Ep                                   |
| Willy Wonka Was a Child Murderer | - 28 april 2016 - Label: eigen beheer - Type: download                | - Ep                                   |
| Revenge                          | - 16 mei 2017 - Label: Empire - Type: download                        | - Mixtape                              |
| Members Only, Vol 3              | - 26 juni 2017 - Label: Empire - Type: download                       | - Album - Met Ski Mask The Slump God   |
| 17                               | - 25 augustus 2017 - Label: Empire - Type: download                   | - Album                                |
| A Ghetto Christmas Carol!        | - 11 december 2017 - Label: eigen beheer - Type: download             | - Ep                                   |
| ?                                | - 16 maart 2018 - Label: Bad Vibes Forever - Type: download           | - Album                                |
| SKINS                            | - 7 december 2018 - Label: Bad Vibes Forever, Empire - Type: download | - Album - Postuum uitgebracht          |
| Members Only, Vol 4              | - 23 januari 2019 - Label: Eigen beheer - Type: download              | - Mixtape - Postuum uitgebracht        |
| Bad Vibes Forever                | - 6 december 2019 - Label: Bad Vibes Forever, Empire - Type: download | - Album - Postuum uitgebracht          |

- Bibliothèque nationale de France: cb17805650x (data)
- Gemeinsame Normdatei: 1160487863
- International Standard Name Identifier: 0000 0004 6564 6945
- Library of Congress Control Number: no2018103729
- MusicBrainz: 61af87f4-16ee-4431-8504-cc06187079fb
- Bibliotheek van het Japanse parlement: 031225272
- Réseau des bibliothèques de Suisse occidentale: 02-A027704816
- Istituto Centrale per il Catalogo Unico: MILV372975
- Virtual International Authority File: 18152864127004822056
- WorldCat: E39PBJjdcFTgxtYghf68XtjV4q